# Manuel Cazurro
Manuel Cazurro y Ruiz (Madrid, 1865-Barcelona, 1935) fue un arqueólogo, jurista, académico, profesor y naturalista español.

## Biografía
Nacido el 4 de enero de 1865 en Madrid, hijo de Mariano Zacarías Cazurro, realizó investigaciones arqueológicas en la provincia de Gerona. Participó en la redacción del Diccionario enciclopédico hispano-americano de literatura, ciencias y artes. Falleció el 9 de diciembre de 1935 en Barcelona. Fue autor, entre otras obras, de Monumentos megalíticos de la provincia de Gerona.